# Скотт-Эллиот, Уильям
Уи́льям Скотт-Эллиот (англ. William Scott-Elliot; 1849—1919) — британский теософ, раскрывший концепцию Елены Блаватской о коренных расах в нескольких публикациях, особенно в очерках «История Атлантиды» (1896) и «Пропавшая Лемурия» (1904), позднее объединённых в 1925 году в один том под названием «История Атлантиды и Пропавшая Лемурия». Тексты стали популярным источником систематизированных фактов, гипотез и оккультных представлений по географии палеоконтинентов, этнологии и истории рас и народов Земли.

## Биография
Скотт-Эллиот был торговцем в восточной Индии и антропологом-любителем. Стал одним из первых членов лондонского отделения Теософского общества. В 1893 году он написал «Эволюцию человечества», изданную обществом (выпуск 17).
Скотт-Эллиот непосредственно общался с теософом Чарльзом Ледбитером, утверждавшим, что получил знания о древней Атлантиде и Лемурии от учителей теософии с помощью «астрального ясновидения». Ледбитер передал свои ясновидческие открытия Скотту-Эллиоту, который после анализа опубликовал их. Несмотря на вклад Ледбитера, Скотт-Эллиот был указан как единственный автор книги «История Атлантиды», вышедшей с предисловием журналиста-теософа Альфреда П. Синнетта.
В 1899 г. Скотт-Эллиот был награждён Теософским обществом медалью памяти Т. Субба Роу за вклад в «эзотерическую науку и философию». Через десять лет после получения от Ледбитера знаний, он издал новую книгу «Пропавшая Лемурия» (1904), пополнив её новыми подробностями и новыми научными данными. В ней он приводит описание ещё не совсем достигших человеческого уровня лемурийцев.

## Публикации
- «Эволюция человечества» / The Evolution of Humanity (Лондон, 1893)
- «История Атлантиды» / The Story of Atlantis (1896; 2-е изд. 1909) — перевод на русский язык Н. Дмитриевой («Вестник теософии», СПб., 1910).
- «Легенды Атлантиды и пропавшей Лемурии» / The Legends of Atlantis and Lost Lemuria (1900) — в рус. переводе «История Лемурии и Атлантиды».
- «Пропавшая Лемурия» / The Lost Lemuria (1904) — в русском переводе Вик. Спарова «Лемурия — исчезнувший континент» рус. текст (2006)
- «История Атлантиды и Пропавшая Лемурия» / The Story of Atlantis and the Lost Lemuria (1925)